# آقچه خرابه
آقچه خرابه، روستایی از توابع بخش سردرود شهرستان رزن در استان همدان ایران است.آقچه اوشاخلاری آقچه سالاری

## جمعیت
این روستا در دهستان سردرود علیا قرار دارد و براساس سرشماری مرکز آمار ایران در سال ۱۳۹۵، جمعیت آن ۱۴۱ نفر (۴۱خانوار) بوده‌است.